# Мануель Пласа
Мануель Хесус Пласа Реєс (ісп. Manuel Jesús Plaza Reyes, 17 березня 1900, Сан-Бернардо, Майпо — 9 лютого 1969, Сантьяго) — чилійський легкоатлет-стаєр, призер Олімпійських ігор.

## Біографічні дані
Мануель Пласа займався легкою атлетикою зі шкільних років. 1920 року виграв срібну та бронзову медалі на чемпіонаті Південної Америки на дистанціях 10 000 і 5 000 метрів.
На Олімпійських іграх 1924 результатом 2:52:54 Мануель Пласа зайняв шосте місце в марафоні.
На Олімпійських іграх 1928 Мануель Пласа усю марафонську дистанцію вів боротьбу за лідерство з французом Бугера ель Уафі і фінішував з часом 2:33:23, зайнявши друге місце. Мануель Пласа став першим олімпійським медалістом Чилі.
На обох Олімпіадах Мануель Пласа був прапороносцем збірної Чилі.